# Esztergályhorváti
Esztergályhorváti è un comune dell'Ungheria di 452 abitanti (dati 2001). È situato nella contea di Zala.